# Take the Crown
Take The Crown foi uma banda de post-hardcore de Huntington Beach, Califórnia. A formação original incluía o vocalista Beau Bokan, o guitarrista Nick Coffey, o guitarrista Tony Gonzalez, o baixista James Campbell, e o tecladista Ryan Wilson. A banda começou a gravar demos em 2004 com um amigo Chris Sorenson de Saosin, mais tarde, produziram seu EP de estréia, Let the Games Begin, em 2006. A banda assinou contrato com a gravadora Rise Records em 2007 e lançaram seu segundo álbum Relapse React em 13 de maio de 2008. A banda teve fim em 25 setembro de 2008 devido à saída de James Campbell e Tony Gonzalez, e devido a falta de gestão financeira e de encargos.

## História

### Início (2004-2006)
Take the Crown foi formada no início de 2004 por Beau Bokan e Tony Gonzalez. A formação original ficou em constante mudança e foi mais uma reminiscência de música pop punk de bandas  como Blink 182 e Pennywise. O início da line-up, incluindo nomes como Martine Stewart (Donnybrook, Terror), mudou constantemente, assim com o som da banda. Durante as fases iniciais da banda, ocasionalmente realizaram vários shows na área de Los Angeles em locais como Skateland e The Knitting Factory. Mais tarde a banda eventualmente adicionou Nick Coffey, Ryan Wilson, James Campbell, e Aaron Birdsaw à programação permanente e começou a se mover em uma direção mais Post-Hardcore. Take The Crown rapidamente ganhou notoriedade local no cenário musical no sul da Califórnia, tocando com bandas como The Aquabats e Eighteen Visions.

### Let the Games Begin(2007-2008)
O Álbum de estréia Let the Games Begin, produzido por Chris Sorenson da banda Saosin,  foi lançado em 2006. A banda substituiu o baterista Aaron Birdsaw por Trevor Bodawitz e começou a excursionar em apoio ao álbum. Pouco depois da partida de Birdsaw, a banda foi selecionada para executar com AFI durante seus shows Five Flowers e na data de Los Angeles da turnê Taste of Chaos. A banda fez duas turnês no Reino Unido, em apoio de Eighteen Visions e The Blackout,  bem como várias turnês pelos EUA com Lostprophets  e Four Year Strong. O baterista Juan Pereda (ex-Taken e Name Taken) substituiu Trevor Bodawitz para a última turnê de apoio ao registro, no entanto, ele foi logo substituído por Aaron Elliott.

### Relapse React(2008)
Depois de um receber uma resposta positiva para seu auto-lançado álbum Let the Games Begin, a banda assinou com a Rise Records em outubro de 2007. Mais tarde a banda entrou no estúdio com Kris Crummett para gravar o segundo álbum Relapse React. Tony Gonzalez deixou a banda logo após a gravação de Relapse React  devido a problemas pessoais e foi substituído por Ken Floyd (ex-Eighteen Visions). O álbum foi bem recebido pelos críticos, no entanto, a banda se separou meses depois do álbum ser lançado citando a partida de James Campbell e Tony Gonzalez. Então a banda teve fim no meio de 2008 por questões de falta de gestão, e encargos financeiros. a banda fez uma última turnê em apoio a banda Emarosa em 2008.

## Membros e ex membros
- Beau Bokan - vocal (2004-2008)
- Nick Coffey - guitarra principal, vocal de apoio, berros (2004-2008)
- Ryan Wilson - teclados, sintentizador, vocal de apoio (2004-2008)
- Aaron Elliott - Bateria (2007-2008)
- Ken Floyd - guitarra rítmica, vocal de apoio (2008)[11]
- James Campbell - baixo, vocal de apoio, teclados (2004-2008)
- Tony Gonzalez - guitarra base (2004–2008)
- Juan Pereda - bateria (2007)[9]
- Trevor Bodawitz - bateria (2005–2007)

## Discografia
Álbums
| Ano  | Detalhes do Álbum                                                |
| ---- | ---------------------------------------------------------------- |
| 2006 | Take the Crown - Lançamento: 2006 - Gravadora: Auto-Lançado      |
| 2006 | Let the Games Begin - Lançamento: 2006 - Gravadora: Auto-Lançado |
| 2008 | Relapse React - Lançamento: 13 de Maio, 2008 - Gravadora: Rise   |